# José Luciano de Castro
José Luciano de Castro Pereira Côrte-Real (* 14. Dezember 1834 in Oliveirinha, Portugal; † 19. März 1914) war ein Politiker aus der Zeit der konstitutionellen Monarchie in Portugal. Er war Führer der Historischen Partei, mehrmals Minister und dreimal (1886 bis 1890, 1897 bis 1900 und 1904 bis 1906) Ministerpräsident seines Landes.

## Leben

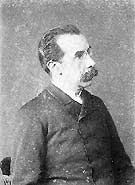
José Luciano de Castro

In seiner Jugend studierte Luciano de Castro Jura an der Universität Coimbra und arbeitete später als Anwalt und Journalist. 1854 wurde er, mit nur 19 Jahren, zum ersten Mal in das portugiesische Parlament, die Cortes gewählt und schloss sich der Historischen Partei an. 1869, in der dritten Regierung des Herzogs von Loulé, wurde er Justizminister. 1876 war er einer der wichtigsten Mitarbeiter Braamcamps bei der Vereinigung der Historischen Partei mit der Reformistischen Partei zur Progressiven Partei. 1885 übernahm er nach dem Tod von Braamcamp die Führung der Progressiven. Als Luciano de Castro die Parteiführung übernahm, befand sich die Progressive Partei gerade in der Opposition, es regierte die konservative Regenerationspartei mit António Maria de Fontes Pereira de Melo an der Spitze. Als dessen Regierung im darauffolgenden Jahr über einen Steuerstreit scheiterte, kamen die Progressiven wieder an die Macht, Luciano de Castro wurde zum ersten Mal Ministerpräsident und verblieb vier Jahre auf dem Posten.

### Die Kolonialkrise
In die Endzeit dieser ersten Regierung de Castro fiel die britisch-portugiesische Kolonialkrise, die größte Herausforderung der Regierung. Portugal war 1887 mit dem Plan an die Öffentlichkeit getreten (der sog. Plan der rosa Landkarte), seine Kolonien in Ostafrika (das heutige Mosambik) und Westafrika (das heutige Angola) zu einer gemeinsamen zusammenhängen Kolonie vereinen zu wollen. Bei der Berliner Konferenz (Kongokonferenz 1884/85), auf der es um die Aufteilung der letzten noch nicht kolonialisierten Gebiete in Afrika ging, war beschlossen worden, dass künftig nicht mehr historisch begründete Ansprüche (dieses System wäre für Portugal vorteilhaft gewesen, denn schließlich waren seine Entdecker fast überall in Afrika die ersten Europäer) Grundlage für den Kolonialbesitz in Afrika sein sollten, sondern die Ausübung effektiver Kontrolle über das Land. Portugal kontrollierte zu diesem Zeitpunkt in seinen beiden Kolonien im südlichen Afrika aber de facto nur den Küstenstreifen, das Hinterland blieb weitgehend sich selbst überlassen. Wollte Portugal also seinen ehrgeizigen Plan der Zusammenlegung seiner beiden Kolonien in die Tat umsetzen, mussten die Portugiesen nicht nur die Kontrolle im Inneren ihrer eigenen Kolonien erringen, sondern auch das Gebiet zwischen den beiden Territorien unter ihre Kontrolle bringen. Portugiesische Soldaten begannen also, Gebiete außerhalb der bisher von Portugal kontrollierten Regionen zu besetzen (z. B. im heutigen Malawi).
Mit dieser Politik geriet Portugal automatisch in Gegensatz zu Großbritannien. Die Briten verfolgten ihren eigenen Plan, nämlich die Errichtung eines britisch kontrollierten Korridors in Afrika in Nord-Süd-Richtung, um den Bau einer Eisenbahnverbindung von Kairo nach Kapstadt zu ermöglichen. Sie protestierten deshalb gegen die portugiesischen Vorstöße und stellten dem Land Anfang 1890 ein zunächst geheim gehaltenes Ultimatum. In dieser hochdramatischen Situation entließ König Karl I. Luciano de Castro und ernannte den Führer der oppositionellen Regenerationspartei, António de Serpa Pimentel, der in der Regenerationspartei den inzwischen verstorbenen Fontes de Melo als Parteiführer abgelöst hatte, zum neuen Ministerpräsidenten.

### Die zweite und dritte Regierung Luciano de Castro
Die portugiesische Monarchie geriet innenpolitisch in eine immer schwierigere Situation. Angesichts der militärischen und wirtschaftlichen Verhältnisse konnte Portugal Großbritannien nichts entgegensetzen und musste deshalb das britische Ultimatum akzeptieren, auf seinen Plan der rosa Landkarte also verzichten (Vertrag von London (1890)), endgültig mit dem Vertrag von Windsor 1899. Auch die Regierung von Serpa Pimentel stürzte über diese Frage. Der Plan der rosa Landkarte hatte in Portugal eine Welle der nationalistischen Begeisterung hervorgerufen, entsprechend groß war die Enttäuschung, als man auf seine Durchführung verzichten musste. Die Kritik an der offensichtlich gewordenen Schwäche des einst so mächtigen Portugals, traf die gesamte „Classe politique“, Regeneratios- und Progressive Partei gleichermaßen, wurde sogar zu einer Fundamentalkritik am herrschenden System, also der Monarchie. Dazu kamen wirtschaftliche Probleme, die schließlich zum Staatsbankrott führen. Portugal glitt langsam in die Anarchie ab, gewalttätige Ausschreitungen waren an der Tagesordnung, die Anhänger der Republik wurden immer stärker. Der König versuchte es zunächst mit überparteilichen Regierungen (João Crisóstomo de Abreu e Sousa, José Dias Ferreira), als diese der Probleme jedoch auch nicht Herr werden konnten, ernannte er mit Ernesto Rodolfo Hintze Ribeiro, dem Nachfolger des inzwischen erkrankten Serpa Pimentel in der Führung der Regenerationspartei, wieder eine konservative Regierung. Noch einmal wurde das alte System des „Rotativismus“ reaktiviert, bei dem der König abwechselnd Regierungen aus den beiden großen Parteien ernannte. So wechselten sich Hintze Ribeiro und Luciano de Castro, der noch zweimal Ministerpräsident wurde, in der Regierungsverantwortung ab. Keinem gelang es, das Anwachsen der republikanischen Strömungen zu verhindern.
Von 1897 bis 1900 war Luciano de Castro Ministerpräsident, danach erneut Hintze Ribeiro. Dessen Regierung wurde 1901 dadurch geschwächt, dass João Franco mit seinen Anhängern die Regenerationspartei verließ, konnte sich aber bis 1904 an der Macht halten, als sie über die Frage des Tabak- und Streichhölzermonopols stürzte. Luciano de Castro übernahm erneut und zum letzten Mal die Regierung. Die innenpolitische Situation spitzte sich weiter zu. Luciano de Castro verbot einige republikanische Publikationen, als Reaktion darauf kam es zu neuen Straßenkämpfen und Aufständen. Als der französische Präsident das Land besuchte, wurde er begeistert willkommen geheißen, eine starke republikanische Demonstration. Progressive und Regenerationspartei schlossen eine Art „Waffenstillstand“, um gemeinsam die Regierung des Königs gegen die Republikaner zu verteidigen. Luciano de Castro trat zurück, erneut wurde kurzzeitig Hintze Ribeiro Regierungschef, da dieser aber auch das Steuer nicht mehr herumreißen konnte, ernannte der König schließlich João Franco zum Ministerpräsidenten, der das Land diktatorisch regierte. Luciano de Castro zog sich resigniert ins Privatleben zurück und spielte in der weiteren portugiesischen Innenpolitik keine Rolle mehr.
| Vorgänger                                                              | Amt                                                        | Nachfolger                                               |
| ---------------------------------------------------------------------- | ---------------------------------------------------------- | -------------------------------------------------------- |
| António Maria de Fontes Pereira de Melo Ernesto Rodolfo Hintze Ribeiro | Premierminister von Portugal 1886–1890 1897–1900 1904–1906 | António de Serpa Pimentel Ernesto Rodolfo Hintze Ribeiro |

| Personendaten    | Personendaten                             |
| ---------------- | ----------------------------------------- |
| NAME             | Castro, José Luciano de                   |
| ALTERNATIVNAMEN  | José Luciano de Castro Pereira Côrte-Real |
| KURZBESCHREIBUNG | portugiesischer Politiker                 |
| GEBURTSDATUM     | 14. Dezember 1834                         |
| GEBURTSORT       | Oliveirinha, Portugal                     |
| STERBEDATUM      | 19. März 1914                             |